# Nemegtformatie
De Nemegt-formatie (ook bekend als Nemegtskaya Svita) is een geologische formatie in de Gobi-woestijn van Mongolië, die dateert uit het Laat-Krijt. De formatie bestaat uit sedimenten van rivierlopen en bevat fossielen van vissen, schildpadden, krokodilachtigen en een gevarieerde fauna van dinosauriërs, waaronder vogels.

## Beschrijving
De Nemegt-formatie bestaat uit moddersteen en zandsteen die zijn afgezet door oude meren, waterlopen en overstromingsvlakten. De Altan Uul-vindplaats werd door Michael Novacek beschreven als een kloof uitgehouwen uit een zeer rijke reeks afzettingsgesteenten met steile kliffen en smalle uitwassen. Het klimaat dat ermee gepaard ging, was natter dan toen voorgaande formaties werden afgezet; er lijkt op zijn minst een zekere mate van bosareaal te hebben bestaan. Er zijn ook versteende stammen gevonden. Dit versteende hout en de overblijfselen van Araucariaceae-coniferen geven aan dat de wouden van de Nemegt-formatie dicht bebost waren, met een hoog bladerdak gevormd door hoge coniferen. Bij onderzoek suggereren de rotsformaties van deze formatie de aanwezigheid van waterloop- en riviergeulen, slikken en ondiepe meren. Sedimenten geven ook aan dat er een rijke habitat bestond, die gevarieerd voedsel in overvloedige hoeveelheden bood dat enorme dinosauriërs uit het Krijt zou kunnen onderhouden.

## Stratigrafie
De meest recente stratigrafie verdeelt de Nemegt-formatie in drie informele afzettingen. DE onderste afzetting wordt gedomineerd door rivierafzettingen, terwijl de middelste en bovenste afzettingen bestaan uit alluviale vlakten, en paludale, lacustriene en rivierafzettingen. De kleur van de sedimenten is gewoonlijk lichtgrijs tot geelbruin van kleur in tegenstelling tot de typisch rode kleur van de onderliggende Barun Goyotformatie. 'Interfingering' is opgemerkt bij het stratotype (Red Walls) en Hermiin Tsav. Er is geen absolute datering van de Nemegt-formatie geweest. Historisch gezien werd de Nemegt-formatie beschouwd als Laat-Campanien tot Maastrichtien, gebaseerd op vergelijkingen van aanwezige fossielen, maar er is geen exacte datering uitgevoerd. De leeftijd voor de onderliggende Barun Goyot-formatie (= Svita) is gesuggereerd als Santonien tot Campanien, en Shuvalov (2000) ontdekte door K-Ar-datering van basalt dat ze verwezen naar de midden- en bovenste Barun Goyot dat het 75 tot 80 miljoen jaar oud was.

## Paleobiota van de Nemegt-formatie
Stratigrafische posities zijn gebaseerd op Eberth (2018) die vindplaatsen correleerde met hun geschatte positie binnen de formatie.

### Amfibieën
| Geslacht  | Soort        | Locatie      | Stratigrafische positie | Materiaal                   | Opmerking                                            | Afbeelding |
| --------- | ------------ | ------------ | ----------------------- | --------------------------- | ---------------------------------------------------- | ---------- |
| Altanulia | A. alifanovi | Altan Uul II | Midden of Boven         | Gedeeltelijk bovenkaaksbeen | Een discoglosside. De classificatie is bekritiseerd. |            |

### Crocodylomorfen
| Geslacht     | Soort           | Locatie                         | Stratigrafische positie | Materiaal                                                      | Opmerking            | Afbeelding |
| ------------ | --------------- | ------------------------------- | ----------------------- | -------------------------------------------------------------- | -------------------- | ---------- |
| Paralligator | P. gradilifrons | Nemegt, Nogon Tsav, Ulaan Bulag | Onder                   | Gedeeltelijk complete schedels met schaarse lichaamselementen. | Een paralligatoride. |            |

### Vissen
| Geslacht               | Soort     | Locatie                                           | Stratigrafische positie | Materiaal                                                                                                   | Opmerking                                              | Afbeelding |
| ---------------------- | --------- | ------------------------------------------------- | ----------------------- | --- | ------------------------------------------------------ | ---------- |
| Harenaichthys          | H. lui    | Altan Uul, Bügiin Tsav, Hermiin Tsav, Ulan Khushu |                         | Gedeeltelijke schedeldelen, geïsoleerde en in verband liggende centra en een in verband liggende staartvin. | Een osteoglossomorf, inclusief eerder gemeld materiaal |            |
| Hiodontidae onbepaald  | Onbepaald | Ulan Khushu                                       |                         | Gedeeltelijke wervels en premaxilla                                                                         | Een tandharing.                                        |            |
| Teleostei onbepaald    | Onbepaald | Niet gespecificeerd                               |                         | Vertebrale centra gevonden in een specimen van Raptorex.                                                    | Een beenvis.                                           |            |
| Osteichthyes onbepaald | Onbepaald | Bügiin Tsav                                       |                         | Wervels en schubben gevonden in een exemplaar van Deinocheirus.                                             | Een beenvis.                                           |            |

### Flora
| Geslacht                   | Soort     | Locatie                    | Stratigrafische positie | Materiaal                                                 | Opmerking                         | Afbeelding |
| -------------------------- | --------- | -------------------------- | ----------------------- | --------------------------------------------------------- | --------------------------------- | ---------- |
| Araucariaceae onbepaald    | Onbepaald | Altan Uul II, Nemegt       |                         | Versteend hout en stammen.                                | Een araucariade.                  |            |
| Monilitheca                | M. minuta | Ulaan Bulag                |                         | Twee losse afgietsels van macrosporofyllen en macrospore. | Een sporofyl verwant aan Isoëtes. |            |
| Lemnaceae onbepaald        | Onbepaald | Tsagan Khushu, Ulaan Bulag |                         | Vruchten                                                  | Eendenkroos.                      |            |
| Potamogeton-like onbepaald | Onbepaald | Ulaan Bulag                |                         | Scheuten en bladeren                                      | Pondweed.                         |            |

### Ongewervelde dieren
| Geslacht         | Soort                    | Locatie                                                       | Stratigrafische positie | Materiaal                                                  | Opmerking      | Afbeelding |
| ---------------- | ------------------------ | ------------------------------------------------------------- | ----------------------- | ---------------------------------------------------------- | -------------- | ---------- |
| Altanicypris     | A. bispinifera           | Altan Uul IV, Nemegt                                          | Lower                   | Compleet schild en linkerklep                              | Een ostracode. |            |
| Altanicypris     | A. multispina            | Altan Uul IV, Nemegt                                          | Lower                   | Negen schilden en enkele losse kleppen.                    | Een ostracode  |            |
| Altanicypris     | A. szczechurae           | Altan Uul IV, Nemegt                                          | Onder                   | Meerdere schilden en losse kleppen.                        | Een ostracode  |            |
| Candona          | C. altanulaensis         | Altan Uul IV, Bügiin Tsav, Nemegt                             |                         | Meerdere specimens met schilden en kleppen.                | Een ostracode  |            |
| Candona          | cf. C. fabaeformis       | Altan Uul IV, Nemegt                                          | Onder                   | Verschillende schilden en losse kleppen.                   | Een ostracode  |            |
| Candoniella      | C. altanica              | Altan Uul IV, Bügiin Tsav, Nemegt                             |                         | Meerdere specimina met schilden en kleppen.                | Een ostracode  |            |
| Candoniella      | C. mordvilkoi            | Altan Uul IV                                                  | Onder                   | Drie volwassen schilden.                                   | Een ostracode  |            |
| Cyclocypris      | C. transitoria           | Bügiin Tsav, Nemegt                                           |                         | Zeven volwassen schilden.                                  | Een ostracode  |            |
| Cypria           | C. elata                 | Bügiin Tsav, Hermiin Tsav                                     |                         | Verschillende schilden en kleppen.                         | Een ostracode  |            |
| Cypridopsis?     | C. bugintsavicus         | Altan Uul IV, Bügiin Tsav, Nemegt, Tsagan Khushu              |                         | Tien volwassen schilden.                                   | Een ostracode  |            |
| Cypridopsis?     | Onbepaald                | Nemegt                                                        | Onder                   | Meerdere complete schilden.                                | Een ostracode  |            |
| Cypris?          | C. ectypa                | Altan Uul IV, Bügiin Tsav, Nemegt, Ulan Bulag                 |                         | Complete schilden en enkele losse kleppen.                 | Een ostracode  |            |
| Cypridea         | cf. C. punctilataeformis | Nemegt                                                        |                         | Een volwassen schild.                                      | Een ostracode  |            |
| Cypridea         | C. barsboldi             | Altan Uul IV, Bügiin Tsav, Nemegt                             |                         | Meerdere specimina met schilden en kleppen.                | Een ostracode  |            |
| Cypridea         | C. cavernosa             | Altan Uul IV, Bügiin Tsav, Nemegt, Nogon Tsav                 |                         | Meerdere specimina with carapaces and valves.              | Een ostracode  |            |
| Cypridea         | C. rostrata              | Bügiin Tsav, Nemegt, Nogon Tsav                               |                         | Schilden.                                                  | Een ostracode  |            |
| Cypridea         | Onbepaald                | Altan Uul IV, Nemegt                                          | Onder                   | Vijf juveniele schilden.                                   | Een ostracode  |            |
| Gobiella         | G. prima                 | Altan Uul IV, Nemegt                                          | Onder                   | Verschillende schilden en losse kleppen.                   | Een ostracode  |            |
| Khandia          | K. stankevitchae         | Altan Uul IV, Nemegt                                          | Onder                   | Meerdere schilden en kleppen.                              | Een ostracode  |            |
| Leiria           | Onbepaald                | Nemegt                                                        | Onder                   | Meerdere losse kleppen.                                    | Een ostracode  |            |
| Leiria           | Onbepaald                | Nemegt                                                        | Onder                   | Compleet schild.                                           | Een ostracode  |            |
| Limnocythere sp. | Onbepaald                | Nemegt                                                        | Onder                   | Juveniel schild.                                           | Een ostracode  |            |
| Lycopterocypris? | cf. L. profunda          | Altan Uul IV, Nemegt                                          | Onder                   | Meerdere complete schilden en linkerklep.                  | Een ostracode  |            |
| Mongolianella    | M. palmosa?              | Altan Uul IV, Bügiin Tsav, Nemegt                             |                         | Verschillende volwassen schilden.                          | Een ostracode  |            |
| Mongolocypris    | M. distributa            | Altan Uul IV, Bügiin Tsav, Nemegt, Tsagan Khushu              |                         | Meerdere specimina met complete schilden en kleppen.       | Een ostracode  |            |
| Nemegtia         | N. biformata             | Altan Uul IV, Bügiin Tsav, Nemegt, Tsagan Khushu              |                         | Meerdere complete schilden en verschillende losse kleppen. | Een ostracode  |            |
| Nemegtia         | N. obliquecostae         | Altan Uul IV, Nemegt                                          | Onder                   | Meerdere schilden en kleppen.                              | Een ostracode  |            |
| Nemegtia         | N. reticulata            | Altan Uul IV, Bügiin Tsav, Nemegt, Nogon Tsav, Tsagan Khushu  |                         | Verschillende schilden en losse kleppen.                   | Een ostracode  |            |
| Paracypridea?    | P. mongolica             | Altan Uul IV, Nemegt                                          | Onder                   | Meerdere schilden en losse kleppen.                        | Een ostracode  |            |
| Rhinocypris sp.  | Onbepaald                | Nemegt                                                        | Onder                   | Verschillende schilden.                                    | Een ostracode  |            |
| Scabriculocypris | S. ingenicus?            | Altan Uul IV, Bügiin Tsav, Naran Bulag, Nemegt, Tsagan Khushu |                         | Meerdere schilden en kleppen.                              | Een ostracode  |            |
| Scabriculocypris | S. rasilis?              | Altan Uul IV, Nemegt                                          | Onder                   | Verschillende schilden en losse kleppen.                   | Een ostracode  |            |
| Timiriasevia     | cf. T. miaogouensis      | Altan Uul IV, Nemegt                                          | Onder                   | Zeven kleppen.                                             | Een ostracode  |            |
| Timiriasevia     | cf. T. opinabilis        | Altan Uul IV                                                  | Onder                   | Volwassen schild.                                          | Een ostracode  |            |
| Timiriasevia     | T. minuscula             | Altan Uul IV, Bügiin Tsav, Nemegt                             |                         | Meerdere specimina met schilden en kleppen.                | Een ostracode  |            |
| Timiriasevia     | T. naranbulakensis       | Altan Uul IV, Bügiin Tsav, Nemegt                             |                         | Vier schilden en een rechterklep.                          | Een ostracode  |            |
| Ziziphocypris    | Z. costata               | Altan Uul IV, Bügiin Tsav, Nemegt                             |                         | Veertien schilden.                                         | Een ostracode  |            |

### Zoogdieren
| Geslacht              | Soort              | Locatie     | Stratigrafische positie | Materiaal                | Opmerking                                                        | Afbeelding |
| --------------------- | ------------------ | ----------- | ----------------------- | ------------------------ | ---------------------------------------------------------------- | ---------- |
| Buginbaatar           | B. transaltaiensis | Bügiin Tsav | Midden of Boven         | Gefragmenteerde schedel. | Een lid van de Multituberculata.                                 |            |
| "Gurlin Tsav schedel" | Onbepaald          |             | Midden                  | Gedeeltelijke schedel    | Een mysterieus lid van de Metatheria, mogelijk een sparassodont. |            |

### Pterosauriërs
| Geslacht             | Soort     | Locatie       | Stratigrafische positie | Materiaal                    | Opmerking                    | Afbeelding |
| -------------------- | --------- | ------------- | ----------------------- | ---------------------------- | ---------------------------- | ---------- |
| Naamloze azhdarchide | Onbepaald | Guriliin Tsav | Midden of Boven         | Gefragmenteerde halswervels. | Een gigantische azhdarchide. |            |

### Schildpadden
| Geslacht                     | Soort              | Locatie                                                                                      | Stratigrafische positie | Materiaal                                              | Opmerking                                                          | Afbeelding |
| ---------------------------- | ------------------ | -------------------------------------------------------------------------------------------- | ----------------------- | ------------------------------------------------------ | ------------------------------------------------------------------ | ---------- |
| Gobiapalone                  | G. breviplastra    | Alak Shand Khuduk, Altan Uul I, Bügiin Tsav, Bügiin Tsav II, Nemegt, Ulan Khushu             |                         | Schaal- en rompdelen van meerdere specimina.           | Een trionychide.                                                   |            |
| Gravemys                     | G. barsboldi       | Bamba Khuduk, Hermiin Tsav, Ingeni Khobur, Tsagan Khushu                                     |                         | Gedeeltelijke tot complete schilden.                   | Een lindholmemydide.                                               |            |
| Nanhsiungchelyidae onbepaald | Onbepaald          | Hermiin Tsav II                                                                              | Onder                   | Schildfragment.                                        | Een nanhsiungchelyide.                                             |            |
| Nanhsiungchelyidae onbepaald | Onbepaald          | Khuren Tsav                                                                                  |                         | Beschadigd schild.                                     | Een nanhsiungchelyide.                                             |            |
| Nanhsiungchelyidae onbepaald | Onbepaald          | Nemegt                                                                                       | Onder                   | Gedeeltelijk plastron.                                 | Een nanhsiungchelyide.                                             |            |
| Mongolemys                   | M. elegans         | Bügiin Tsav, Hermiin Tsav, Tsagan Khushu                                                     |                         | Schedel-, schild- en rompdelen van meerdere specimina. | Een lindholmemydide.                                               |            |
| Mongolochelys                | M. efremovi        | Altan Uul II, Altan Uul III, Bügiin Tsav, Guriliin Tsav, Hermiin Tsav, Nemegt, Tsagan Khushu |                         | Schedel-, schild- en rompdelen van meerdere specimina. | Een sichuanchelyide.                                               |            |
| Nemegtemys                   | N. conflata        | Bügiin Tsav, Nemegt                                                                          |                         | Gedeeltelijke plastrondelen.                           | Een trionychide.                                                   |            |
| "Trionyx"                    | "T". gilbentuensis | Gilbentu                                                                                     |                         | Gefragmenteerd schild.                                 | Een trionychide.                                                   |            |
| "Trionyx"                    | "T". gobiensis     | Altan Uul III, Bamba Khuduk, Nemegt, Tsagan Khushu                                           |                         | Gefragmenteerd schild en schildfragmenten.             | Een trionychide.                                                   |            |
| Trionychidae onbepaald       | Onbepaald          | Bamba Khuduk, Bügiin Tsav, Guriliin Tsav, Ingeni Khobur                                      |                         | Shell en romp.                                         | Een trionychide. Oorspronkelijk geïdentificeerd als Amyda menneri. |            |

### Dinosauriërs

#### Ankylosauriërs
| Geslacht                         | Soort           | Locatie                                                               | Stratigrafische positie | Materiaal | Opmerking                                                                                                | Afbeelding |
| -------------------------------- | --------------- | --------------------------------------------------------------------- | ----------------------- | --- | --- | ---------- |
| "Dyoplosaurus"                   | "D". giganteus  | Nemegt                                                                | Onder                   | Een reeks staartwervels, middenvoetsbeentjes, vingerkootjes, osteodermen en een onbeschreven gedeeltelijke staartknots. | Een ankylosauride nu beschouwd als een nomen dubium.                                                     |            |
| Saichania                        | S. chulsanensis | Altan Uul IV                                                          | Onder                   | Gedeeltelijke wervels, staartknots en osteodermen. | Een ankylosauride ook aanwezig in de Barun Goyotformatie.                                                |            |
| Tarchia                          | T. teresae      | Altan Uul IV, Hermiin Tsav I                                          | Onder                   | Een schedel, onderkaken, wervels, staartknots en ander onbeschreven postcraniaal materiaal. | Een ankylosauride.                                                                                       |            |
| Tarchia                          | T. tumanovae    | Hermiin Tsav                                                          | Onder                   | Gedeeltelijk skelet met volledige schedel. | Een ankylosauride.                                                                                       |            |
| Tetrapodosaurus-achtig onbepaald | Onbepaald       | Bügiin Tsav, Shar Tsav                                                |                         | Voetafdruk afgietsels. | Ankylosauride sporen.                                                                                    |            |
| Ankylosauridae onbepaald         | Onbepaald       | Altan Uul II-III-IV, Bügiin Tsav, Hermiin Tsav I, Khuree Tsav, Nemegt |                         | Een gedeeltelijk dentarium, staartwervels, ruggenwervels, middenvoetsbeentjes, vingerkootjes, opperarmbeenderen, gedeeltelijk bekken, staartknotsen, cervicale halfringen, osteodermen, huidafdrukken en onbeschreven juvenielen en gedeeltelijke skeletten. | Craniaal en postcraniaal materiaal dat talloze individuen van verschillende leeftijden vertegenwoordigt. |            |

#### Alvarezsauriërs
| Geslacht      | Soort        | Locatie       | Stratigrafische positie | Materiaal                                                             | Opmerking           | Afbeelding |
| ------------- | ------------ | ------------- | ----------------------- | --------------------------------------------------------------------- | ------------------- | ---------- |
| Mononykus     | M. olecranus | Bügiin Tsav   | Midden of Boven         | Gefragmenteerde schedel, wervels, ledematen en gefragmenteerd bekken. | Een alvarezsauride. |            |
| Mononykus cf. | Onbepaald    | Altan Uul III |                         | Staartwervels en linkerachterpoot.                                    | Een alvarezsauride. |            |
| Nemegtonykus  | N. citus     | Altan Uul III |                         | Gedeeltelijk compleet skelet van twee specimina zonder schedel.       | Een alvarezsauride. |            |

#### Vogels
| Geslacht                        | Soort                | Locatie       | Stratigrafische positie | Materiaal                                               | Opmerking                                  | Afbeelding |
| ------------------------------- | -------------------- | ------------- | ----------------------- | ------------------------------------------------------- | ------------------------------------------ | ---------- |
| Brodavis                        | B. mongoliensis      | Bügiin Tsav   |                         | Bijna volledige linkertarsometatarsus.                  | Een lid van de Hesperornithes.             |            |
| Gurilynia                       | G. nessovi           | Guriliin Tsav | Midden of Boven         | Linkerravenbeksbeen en gedeeltelijke opperarmbeenderen. | Een lid van de Enantiornithes.             |            |
| Judinornis                      | J. nogontsavensis    | Nogon Tsav    |                         | Dorsale wervel.                                         | Een hesperornithine.                       |            |
| Laevisoolithus                  | L. sochavai          |               |                         | Ei met ingedrukte punt                                  | Gelegd door een vogel of kleine theropode. |            |
| Subtiliolithus                  | S. microtuberculatus |               |                         | Fragmenten van eierschaal.                              |                                            |            |
| Teviornis                       | T. gobiensis         | Guriliin Tsav | Midden of Boven         | Gedeeltelijke voorpoten.                                | Een anseriform.                            |            |
| Naamloos lid van de Ornithuraes | Indeterminata        | Tsagan Khushu |                         | Een opperarmbeen en twee tibiotarsi.                    | Ornithuur.                                 |            |

#### Dromaeosauriden
| Geslacht                  | Soort           | Locatie      | Stratigrafische positie | Materiaal                                                               | Opmerking                                                              | Afbeelding |
| ------------------------- | --------------- | ------------ | ----------------------- | ----------------------------------------------------------------------- | ---------------------------------------------------------------------- | ---------- |
| Adasaurus                 | A. mongoliensis | Bügiin Tsav  | Midden of Boven         | Gedeeltelijke schedel en gefragmenteerde postcrania van twee specimina. | Een dromaeosauride.                                                    |            |
| Dromaeosauridae onbepaald | Onbepaald       | Bügiin Tsav  | Midden of Boven         | Halswervel.                                                             | Een dromaeosauride.                                                    |            |
| Dromaeosauridae onbepaald | Onbepaald       | Hermiin Tsav | Onder                   | Ruggenwervel.                                                           | Een dromaeosauride.                                                    |            |
| Dromaeosauridae onbepaald | Onbepaald       | Khaichin I   |                         | Drie tanden.                                                            | Een dromaeosauride.                                                    |            |
| Dromaeosauridae onbepaald | Onbepaald       | Nemegt       | Onder                   | Ruggenwervel en andere elementen.                                       | Een dromaeosauride.                                                    |            |
| Onbepaald                 | Onbepaald       | Bügiin Tsav  |                         | Voetafdrukken met slechte klauwafdrukken.                               | Tweetenige theropode sporen. Toegeschreven aan Adasaurus of Zanabazar. |            |

#### Hadrosauriërs
| Geslacht                       | Soort             | Locatie                                                   | Stratigrafische positie | Materiaal                                                                            | Opmerking                                                                              | Afbeelding |
| ------------------------------ | ----------------- | --------------------------------------------------------- | ----------------------- | ------------------------------------------------------------------------------------ | -------------------------------------------------------------------------------------- | ---------- |
| Amblydactylus-achtig onbepaald | Onbepaald         | Bügiin Tsav, Bügiin Tsav II, Guriliin Tsav, Yagaan Khovil |                         | Afgietsels van voetafdrukken.                                                        | Drietenige hadrosauride sporen. Toegeschreven aan Saurolophus.                         |            |
| Barsboldia                     | B. sicinskii      | Nemegt                                                    | Onder                   | Gedeeltelijke wervels, bekken en ribben.                                             | Een hadrosauride.                                                                      |            |
| Hadropodus                     | Onbepaald         | Nemegt                                                    |                         | Talrijke voetafdrukken.                                                              | Hadrosauride sporen, toegewezen aan Saurolophus.                                       |            |
| Saurolophus                    | S. angustirostris | Aanwezig in de meeste vindplaatsen                        |                         | Meerdere speciminia, waaronder in verband liggende schedels, postcraniale skeletten. | Een saurolophine hadrosauriër die de meest voorkomende hadrosauriër in het gebied was. |            |
| Naamloos ichnotaxon            | Onbepaald         | Nemegt                                                    |                         | Talrijke voetafdrukafgietsels van reeksen sporen.                                    | Hadrosaurussporen van handen en voeten, toegewezen aan Saurolophus.                    |            |

#### Ornithomimosauriërs
| Geslacht               | Soort          | Locatie                            | Stratigrafische positie   | Materiaal                                                                       | Opmerking                                                   | Afbeelding |
| ---------------------- | -------------- | ---------------------------------- | ------------------------- | ------------------------------------------------------------------------------- | ----------------------------------------------------------- | ---------- |
| Anserimimus            | A. planinychus | Bügiin Tsav                        | Midden of Boven           | Gedeeltelijk skelet zonder schedel.                                             | Een ornithomimide.                                          |            |
| Deinocheirus           | D. mirificus   | Altan Uul III-IV, Bügiin Tsav      | - Onder - Midden of Boven | Volledige schedel met vrijwel volledige postcraniale resten van drie specimina. | Een gigantische deinocheiride.                              |            |
| Gallimimus             | G. bullatus    | Aanwezig in de meeste vindplaatsen |                           | Meerdere specimina met bijna volledige schedel en postcraniale elementen.       | Een ornithomimide.                                          |            |
| Onbepaald              | Onbepaald      | Bügiin Tsav                        |                           | Negen sporenbanen waaronder een in verband liggende Gallimimus-voet.            | Drietenige theropode sporen. Toegewezen aan ornithomimiden. |            |
| Naamloze ornithomimide | Onbepaald      | Tsagan Khushu                      |                           | Gedeeltelijke wervelkolom met voor- en achterpoten.                             | Een ornithomimide.                                          |            |

#### Oviraptorosauriërs
| Geslacht                 | Soort           | Locatie                                | Stratigrafische positie   | Materiaal                                                                       | Opmerking                                                 | Afbeelding |
| ------------------------ | --------------- | -------------------------------------- | ------------------------- | ------------------------------------------------------------------------------- | --------------------------------------------------------- | ---------- |
| Avimimus                 | A. portentosus  | Shar Tsav                              |                           | Schedeldak met fragmentarische rompelementen.                                   | Een avimimide. Ook aanwezig in de Djadokhtaformatie.      |            |
| Avimimus                 | A. nemegtensis  | Nemegt                                 | Onder                     | Gefragmenteerde schedel met gedeeltelijk skelet.                                | Een avimimide.                                            |            |
| Conchoraptor             | C. gracilis     | Guriliin Tsav                          | Midden of Boven           | Schedel en een groot aantal in verband liggende individuen.                     | Een oviraptoride. Ook aanwezig in de Barun Goyotformatie. |            |
| Elmisaurus               | E. rarus        | Altan Uul II, Nemegt                   | - Onder - Midden of Boven | Gefragmenteerde schedel en gedeeltelijke skeletten van verschillende specimina. | Een caenagnathide.                                        |            |
| Elongatoolithidae indet. | Onbepaald       | Bügiin Tsav                            |                           | Drie eieren met embryonale resten.                                              | Oviraptoride eieren.                                      |            |
| Gobiraptor               | G. minutus      | Altan Uul III                          |                           | Gedeeltelijke crania met volledige onderkaak en gefragmenteerde postcrania.     | Een oviraptoride.                                         |            |
| Onbepaald                | Onbepaald       | Hermiin Tsav, Shar Tsav, Yagaan Khovil |                           | Voetafdruk afgietsels.                                                          | Drietenige theropode sporen. Toegewezen aan Avimimus.     |            |
| Nemegtomaia              | N. barsboldi    | Nemegt                                 | Onder                     | Meerdere specimina waaronder een nestend specimen en eieren.                    | Een oviraptoride, ook aanwezig in de Barun Goyotformatie. |            |
| Nomingia                 | N. gobiensis    | Bügiin Tsav, Nemegt                    | - Onder - Midden of Boven | Wervelreeks met gedeeltelijke achterpoten.                                      | Een caenagnathide. Kan synoniem zijn met Elmisaurus.      |            |
| Oksoko                   | O. avarsan      | Bügiin Tsav, Guriliin Tsav             | Midden of Boven           | Meerdere bijeenhorende skeletten.                                               | Een oviraptoride.                                         |            |
| Rinchenia                | R. mongoliensis | Altan Uul II                           | Midden of Boven           | Schedel met bijna compleet skelet.                                              | Een oviraptoride.                                         |            |

#### Pachycephalosauriërs
| Geslacht      | Soort            | Locatie               | Stratigrafische positie   | Materiaal                                                                              | Opmerking                | Afbeelding |
| ------------- | ---------------- | --------------------- | ------------------------- | -------------------------------------------------------------------------------------- | ------------------------ | ---------- |
| Homalocephale | H. calathocercos | Nemegt                | Onder                     | Gedeeltelijke schedel en skelet inclusief achterpoten.                                 | Een pachycephalosauride. |            |
| Prenocephale  | P. prenes        | Guriliin Tsav, Nemegt | - Onder - Midden of Boven | Volledige schedel en gedeeltelijke postcraniale skeletten van verschillende specimina. | Een pachycephalosauride. |            |
| Prenocephale  | P. sp.           | Tsagan Khushu, Nemegt | Onder                     | Compleet linkersquamosum; grote schedel                                                |                          |            |
| Prenocephale  | Onbepaald        | Bugiin Tsav           | Midden of Boven           | Onvolledige frontopariëtale koepel en fragmenten van bijbehorende hersenpanbotten      |                          |            |

#### Sauropoden
Een zeer grote titanosauriër die informeel 'Mongoolse titan' wordt genoemd, is aanwezig in de vorm van voetafdrukken

#### Therizinosauriërs
| Geslacht                       | Soort            | Locatie                                            | Stratigrafische positie | Materiaal                                             | Opmerking                         | Afbeelding |
| ------------------------------ | ---------------- | -------------------------------------------------- | ----------------------- | ----------------------------------------------------- | --------------------------------- | ---------- |
| Therizinosaurus                | T. cheloniformis | Hermiin Tsav, Nemegt                               | Onder                   | Voor- en achterbeenelementen van meerdere exemplaren. | Een gigantische therizinosauride. |            |
| Onbeschreven therizinosauriërs | Onbepaald        | Altan Uul, Bügiin Tsav, Guriliin Tsav, Ulan Khushu |                         | Gedeeltelijke overblijfselen.                         | Therizinosauride resten.          |            |

#### Troödontiden
| Geslacht    | Soort          | Locatie      | Stratigrafische positie | Materiaal                                       | Opmerking                                                                  | Afbeelding |
| ----------- | -------------- | ------------ | ----------------------- | ----------------------------------------------- | -------------------------------------------------------------------------- | ---------- |
| Borogovia   | B. gracilicrus | Altan Uul IV | Onder                   | Gedeeltelijke achterpoten.                      | Een troödontide.                                                           |            |
| Onbepaald   | Onbepaald      | Bügiin Tsav  |                         | Voetafdrukken met slechte klauwafdrukken.       | Tweetenige theropode sporen. Toegewezen aan Adasaurus of Zanabazar.        |            |
| Tochisaurus | T. nemegtensis | Nemegt       | Onder                   | Linkermiddenvoetsbeen.                          | Een troödontide.                                                           |            |
| Zanabazar   | Z. junior      | Bügiin Tsav  | Midden of Boven         | Schedel met gefragmenteerd postcraniaal skelet. | Een troödontide oorspronkelijk geïdentificeerd als Saurornithoides junior. |            |

#### Tyrannosauriërs
| Geslacht                      | Soort         | Locatie                            | Stratigrafische positie | Materiaal                                                                    | Opmerking                                                                                      | Afbeelding |
| ----------------------------- | ------------- | ---------------------------------- | ----------------------- | ---------------------------------------------------------------------------- | ---------------------------------------------------------------------------------------------- | ---------- |
| Alioramus                     | A. remotus    | Nogon Tsav                         |                         | Gedeeltelijk bewaard gebleven schedel met zeer schaarse postcraniale resten. | Een alioramine.                                                                                |            |
| Alioramus                     | A. altai      | Tsagan Khushu                      |                         | Bijna volledige schedel met gedeeltelijke postcrania.                        | Een alioramine.                                                                                |            |
| Bagaraatan                    | B. ostromi    | Nemegt                             | Onder                   | Gefragmenteerde onderkaak, achterpoten en staartwervels.                     | Een tyrannosauroïde.                                                                           |            |
| Onbepaald                     | Onbepaald     | Bügiin Tsav, Bügiin Tsav II        |                         | Voetafdrukafgietsels.                                                        | Drietenige theropode sporen. Toegewezen aan Tarbosaurus.                                       |            |
| Raptorex                      | R. kriegsteni |                                    |                         | Bijna compleet skelet inclusief de schedel.                                  | Een controversieel geslacht van tyrannosauriden dat een juveniele Tarbosaurus zou kunnen zijn. |            |
| Tarbosaurus                   | T. bataar     | Aanwezig in de meeste vindplaatsen |                         | Bijna complete skeletten van meerdere specimina.                             | Een grote tyrannosauride die de meest voorkomende grote carnivoor in het gebied was.           |            |
| Niet benoemd ichnotaxon       | Onbepaald     | Nemegt                             |                         | Voetafdrukafgietsels met huidafdrukken.                                      | Drietenige theropode sporen. Toegewezen aan Tarbosaurus.                                       |            |
| Tyrannosauripodidae Onbepaald | Onbepaald     | Nemegt                             |                         | Vijf pootafdrukken.                                                          | Drietenige tyrannosauride sporen. Toegekend aan Alioramus of Tarbosaurus.                      |            |